# Garrulax annamensis
El charlatán pechinaranja (Garrulax annamensis) es una especie de ave paseriforme de la familia Leiothrichidae endémica de Vietnam. Anteriormente se consideraba una subespecie del charlatán pechipinto (G. merulinus), pero ahora se consideran especies separadas.

## Descripción
Es un pájaro grande, con pico fuerte, y patas y cola largas. Mide entre 24–25 cm de largo, con un pico de 25–27 mm; su ala mide 83–92 mm y su cola 88–100 mm. Su plumaje es en su mayoría de color pardo liso, salvo sus listas superciliares naranjas, su lorum y garganta negros, y su pecho naranja con veteado negro. 
Tiene un canto alto y melodioso. Es similar al charlatán pechipinto pero se diferencian porque este último no tiene la garganta negra, su pecho aunque es moteado tiene fondo blanco y solo naranja en los márgenes y tiene una lista blanquecina tras sus ojos.

## Distribución y hábitat
Es endémico del sur de Vietnam, donde solo encuentra en la meseta de Da Lat, en el sur de Annam. Habita en el bosque montano entre los 915 y 1510 m sobre el nivel del mar, y puede sobrevivir en hábitats degradados como bosques degradados y tierras de cultivo cercanas a los bosques. Se observa con más frecuencia en parejas. Aunque está confinado en un área de distribución pequeño, parece tolerar la degradación de su hábitat sin declives importantes por lo que se clasifica como especie bajo preocupación menor en por la UICN.